# Sven Ingemar Liungh
Sven Ingemar Liungh född 5 juni 1757 i Björkö församlings prästgård, Jönköpings län, död 12 september 1828, var en svensk naturforskare och ämbetsman.
Liungh vistades 1775–1777 vid Uppsala universitet, under Carl von Linnés undervisning och umgänge i dennes hus. Han ägnade sig emellertid åt landsstatstjänstemannens bana och var 1780–1793 kronofogde i Norra och Södra Vedbo härad av Jönköpings län. Vid sitt avskedstagande erhöll han landskamrerares titel. Sin återstående livstid ägnade han åt skötseln av ett vidlyftigt lantbruk.
Liungh kallades 1808 till ledamot av Vetenskapsakademien och Vetenskaps- och vitterhetssamhället i Göteborg och 1812 av Lantbruksakademien. Liungh "underhöll en liflig brefväxling med både inländske och utländske lärde män, hade ofta besök af lärde resande och egde ett ibland de största bibliotek och de rikaste samlingar, som tillhört någon enskild person i Sverige".
År 1803 uppskattades hans insektssamling innehålla 5 000–6 000 arter, och han publicerade flera skrifter om exotiska djur från Java, Ceylon och Kapprovinsen. Efter sin död tog ingen av hans söner något intresse i naturhistoria och hans samlingar såldes.